# Rosaly Lopes-Gautier
Pour les articles homonymes, voir Lopes et Gautier.
Rosaly M. C. Lopes-Gautier, née le 8 janvier 1957 à Rio de Janeiro, est une géologue, volcanologue et auteur de nombreux articles scientifiques ainsi que plusieurs livres.
Inspirée par l'exemple de  Frances Northcutt de la  NASA, elle a étudié à l'University College de Londres et travaille pour le Jet Propulsion Laboratory.